# Ковалёв, Алексей Иванович
Ковалев Алексей Иванович (укр. Олексій Іванович Ковальов; 19 января 1989, Голая Пристань, Херсонская область — 28 августа 2022, Херсонская область) — украинский политик, депутат Верховной рады. В 2022 году в ходе вторжения России в Украину пошёл на сотрудничество с российской армией и был назначен заместителем председателя российской оккупационной Военно-гражданской администрации Херсонской области по сельскому хозяйству.

## Биография
Родился 19 января 1989 года в Голой Пристани. Окончил Одесскую юридическую академию. Работал юристом в сельскохозяйственном предприятии. Директор ЧП «ЛК-АГРО» (один из лидеров по выращиванию сельскохозяйственных культур в регионе). В 2019 на выборах в Верховную Раду избран от 186 избирательного округа Херсонской области. Вошёл во фракцию «Слуга народа».
После начала российского вторжения уехал из Украины.
28 апреля 2022 года членство во фракции приостановлено, 3 мая был исключён из фракции «Слуга народа».
22 июня 2022 года пережил покушение, автомобиль Ковалева взорвали, был ранен, проходил лечение в Крыму.
30 июня руководство Верховной Рады сообщило об аннулировании мандата Алексея Ковалева.
4 июля 2022 года вошёл в состав российской оккупационной Военно-гражданской администрации Херсонской области, став заместителем председателя ВГА по сельскому хозяйству.
28 августа 2022 года был убит вместе с сожительницей Светланой в собственном доме — по разным сообщениям, с пулевыми или ножевыми ранениями. Основные версии — работа украинских диверсантов или криминальные разборки.
31 августа 2022 похоронен в родном городе.
7 октября 2022 года указом Президента Российской Федерации награждён орденом Мужества посмертно.

## Критика
По данным издания Проект, Ковалев запомнился в Раде как лоббист: в 2019 году офис президента Украины подозревал его в получении $30 тыс за саботаж принятия одного из антикоррупционных законов. В апреле 2022 года заявлял, что не поддерживает оккупацию и вторжение на Украину, а в Херсон ездил исключительно из-за бизнеса и избирателей, но уже в июне, после встречи с Сергеем Кириенко, перешёл на сторону российских оккупационных сил. По данным Генпрокуратуры Украины, являлся одним из организаторов вывоза украинской соли и пшеницы в Крым.

## Санкции
29 сентября 2022 года внесён Канадой в санкционный список «соратников режима» (в отношении чиновников на оккупированных Россией территориях Украины) «за содействие проведению и поддержку фиктивных референдумов президента Путина».